# Petru Dunca
Petru Dunca (n. 11 noiembrie 1955, Budești Județul Maramureș) este un filosof, jurnalist român și profesor emerit la specializarea Filozofie din cadrul Universității Tehnice din Cluj-Napoca - Centrul Universitar Nord din Baia Mare.
Profesorul Petru Dunca este fondatorul din cadrul Centrului Universitar Nord din Baia Mare al specializărilor universitare de licență în Filosofie, Etnologie, Științele comunicării și Jurnalism, al masteratului de Drepturile omului, iar în anul 2007 a întemeiat Școala Doctorală de Filosofie.

## Activitate
Petru Dunca predă la specializarea Filosofie și specializarea Științele Comunicării de la Facultatea de Litere din cadrul Centrului Universitar Nord din Baia Mare. De-a lungul carierei universitare a predat Filosofia Orientului antic (nivel licență, masterat, doctorat), Filosofie contemporană, Hermeneutică, Filosofia minții, Introducere în științele comunicării, Introducere în sistemul mass-media, Introducere în publicitate, Etnologie, Antropologie culturală. De asemenea, este coordonator de doctorate în domeniul filosofie.
Între 2010 și 2013, a fost tutore al bursierilor în cadrul programului POSDRU „Societatea bazată pe cunoaștere – cercetări, dezbateri, perspective”, derulat în colaborare cu Academia Română.
În perioada 2008-2012 a fost decan al Facultății de Litere al Universității de Nord din Baia Mare.
În anul 2007 devine profesor habilitat și înființează alături de prof. Ion Dur și prof. dr. Teodor Vidam Școala Doctorală de Filosofie de la Baia Mare, care acum funcționează în cadrul Universității Tehnice din Cluj-Napoca - Centrul Universitar Nord din Baia Mare.
Între anii 1997 și 2000, a fost redactor pentru județele Maramureș și Satu Mare la Televiziunea Română, Departamentul Emisiuni Informative, realizând peste 450 de reportaje și știri.
În anul 1993 a devenit lector universitar la Universitatea de Nord din Baia Mare, unde a predat filosofie, etnologie și antropologie.
Între anii 1980 și 1987 a fost profesor de discipline socio-umane la școlile din localitățile Ieud și Budești din județul Maramureș. În perioada 1987-1992 a fost inspector școlar și apoi inspector general adjunct, responsabil cu asigurarea calității învățământului preuniversitar în județul Maramureș.
Între anii 1976-1980 a studiat filosofia la Universitatea „Alexandru Ioan Cuza” din Iași și a obținut titlul de doctor în filosofie din partea aceleiași prestigioase universități ieșene în anul 1999. În parioada 1991-1994 a urmat cursuri postuniversitare de antropologie la Université Libre de Bruxelles.

## Funcții
- din 2019 este cercetător asociat în cadrul Academiei Române, Institutul de Filosofie și Psihologie „Constantin Rădulescu-Motru”;
- din 2015 președintele „Asociației Bogdan Dragoș”,
- din 2013 președintele „Asociației Centrul de Filosofie și Antropologie din Baia Mare”,
- din 2010 președintele Asociației de prietenie România-China, filiala Baia Mare,
- între 2008 - 2012 a fost decan al Facultății de Litere al Universității de Nord din Baia Mare,
- între 2004 - 2008, șeful catedrei de Filosofie Teologie Arte, Universitatea de Nord, Facultatea de Litere;
- din 2004 a fost director al masteratului de Etnologie și Antropologie socială
- din 2007 a fost Director al Școlii Doctorale „Filosofie și comunicare”, Universitatea Tehnică din Cluj-Napoca, Centrul Universitar Nord din Baia Mare
- din 2006 a fost diector al Compartimentului de Științele Comunicării și Relații Interdisciplinare în Teoria Cunoașterii de pe lângă Catedra de Filosofie-Teologie-Arte, Baia Mare;
- între 1991-1992 a fost Inspector general adjunct la Inspectoratul Școlar Județean Maramureș.

## Distincții
- 2024 – primește din partea Universității Tehnice din Cluj-Napoca titlul onorific de „Profesor emerit” pentru excelență didactică și de cercetare.[8]
- 2023 – este numit cetățean de onoare al Municipiului Baia Mare.[9]
- 2012 – medalionul de Argint din partea Universității Pontificale Lateranese, Vatican, pentru dezvoltarea relațiilor de colaborare dintre cele două universități;
- 2010 – Diploma de excelență din partea Ministerului Culturii, Cultelor și Patrimoniului Național. Cabinet Secretar de Stat, pentru merite deosebite în păstrarea și promovarea culturii și spiritualității românești;
- 2010 – Diplomă de excelență în cadrul manifestării „Moștenitorii” și „Muguri de tezaur” din partea Televiziunii Române, Consiliul Județean Maramureș, Ansamblul Național Transilvania, pentru păstrarea culturii tradiționale din Maramureș; ▪ 2009 – Premiile Președintelui „Omul anului” – pentru contribuția la afirmarea învățământului universitar maramureșean;
- 2005 - Cetățean de onoare al localității Budești (Maramureș);
- 2005 - Premiul acordat de Asociația Scriitorilor Maramureș și Primăria Municipiului Baia Mare, în cadrul manifestării „Cărțile Anului”, secțiunea „Știință și Filosofie”, pentru lucrarea Repere în antropologia culturală a alimentației, Ed. Fundației AXIS, Iași, 2004;
- 2004 - Medalie jubiliară – 120 de ani 1884-2004 cu ocazia comemorării Episcopului Maramureșului Dr. Alexandru Rusu din partea Episcopiei Greco-Catolice Unite cu Roma a Maramureșului – Baia Mare;
- 2002 - Premiul I acordat de Asociația Scriitorilor Maramureș și Primăria Municipiului Baia Mare, în cadrul manifestării „Cărțile Anului” –2002, secțiunea „Știință și Filosofie”, pentru lucrarea Ființă-Cunoaștere-Fericire la gânditorii postpaninieni, Ed. Proema, Baia Mare, 2000;
- 2000 - Cetățean de onoare al localității Ieud (Maramureș);[10]

## Cărți și volume editate
- Petru Dunca (coord.), A gândi și a rosti în ethosul românesc, Editura Eikon, București, 2024, ISBN 978-606-49-1307-4.
- Petru Dunca și Daniela Dunca (ed.), Experience & Explanation in Knowledge Society, Ed. Institutul European, Iași, 2018.
- Petru Dunca și Daniela (coord.), Etică și comunicare. Componente teoretice și implicații pragmatice, Editura Pro Universitaria, București, 2015.
- Petru Dunca și Daniela Dunca (coord.), Constante și reconfigurări în problematica etică a comunicării, Ed. Pro Universitaria, București, 2015.
- Petru Dunca, Gheorghe Danci, Ucu Mihai Faur, Alexandru Cordoș, Elemente de drept constituțional și instituții politice, Ed. Universității de Nord din Baia Mare, 2013.
- Petru Dunca et alii. Îndrumar de practici utile pentru cetățeni, Ed. Universității de Nord din Baia Mare, 2012.
- Petru Dunca și Gheorghe Danci, Structuralitatea negocierii – curs universitar, Ed. Universității de Nord din Baia Mare, 2011.
- Petru Dunca et alii, Îndrumar de practici utile pentru cetățeni, Ed. Universității de Nord din Baia Mare, 2011.
- Petru Dunca, Gheorghe Danci și Gheorghe Ilie, Negocierea și medierea conflictelor, curs universitar, Ed. Universității de Nord din Baia Mare, 2010.
- Petru Dunca și Gheorghe Danci, Introducere în drept constituțional și instituții politice – curs selectiv de Drept constituțional și Instituții politice pentru studenții de la alte facultăți decât cele de Drept, Editura Detectiv, București, 2009.
- Petru Dunca, Delia Suiogana și Ștefan Mariș, Mâncarea între ritual și simbol, Ed. Universității de Nord, Baia Mare, 2007.
- Petru Dunca, Introducere în filosofia Orientului antic, Ed. Fundației Academice Axis, Iași, 2005.
- Petru Dunca, Repere în antropologia culturală a alimentației, Ed. Fundației Academice Axis, seria Antropologie, Iași, 2004.
- Petru Dunca, Ființă-Cunoaștere-Fericire la gînditorii post-paninieni, Ed. Proema, Baia Mare, 2000.
- Petru Dunca, Eseuri etnologice, Ed. Cibela, Baia Mare, 2000.
- Petru Dunca (coautor), Acțiune socială în perspectiva interdisciplinară, Ed. Proema, Baia Mare, 1998.

De asemenea, prof. dr. Petru Dunca a mai publicat nenumărate articole și studii de filosofie, etnologie, antropologie și științe ale comunicării în diverse reviste sau jurnale de specialitate naționale și internaționale.